# Weng im Innkreis
Weng im Innkreis osztrák község Felső-Ausztria Braunau am Inn-i járásában. 2019 januárjában 1367 lakosa volt. 

## Elhelyezkedése

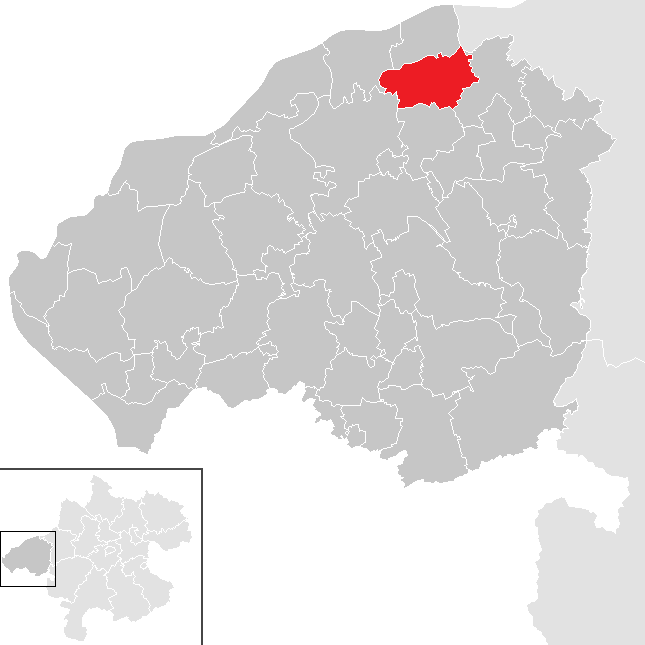
Weng im Innkreis a Braunau am Inn-i járásban

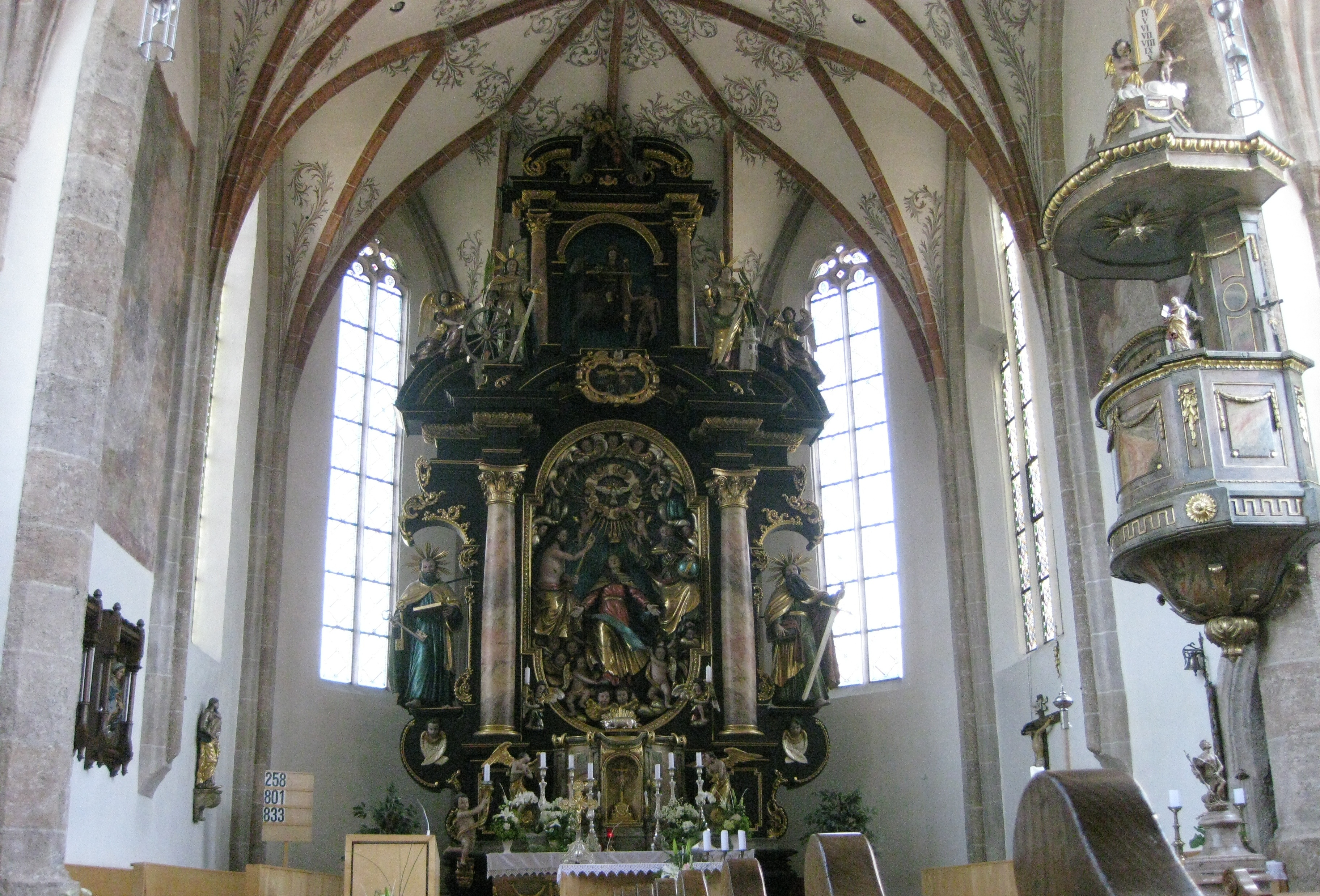
A templom belső tere

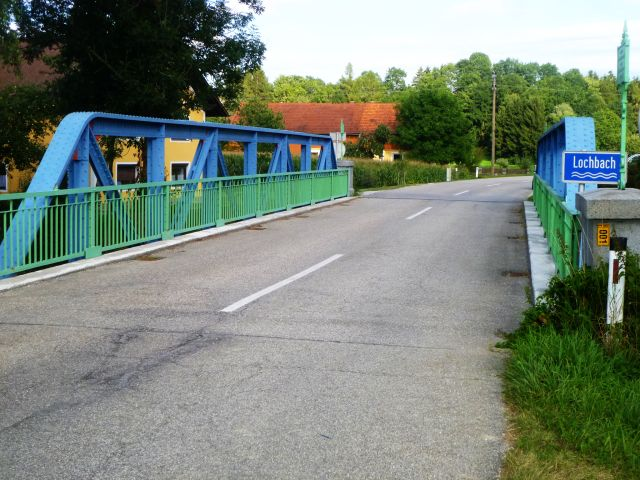
Az 1902-ben épült Lochbach-híd

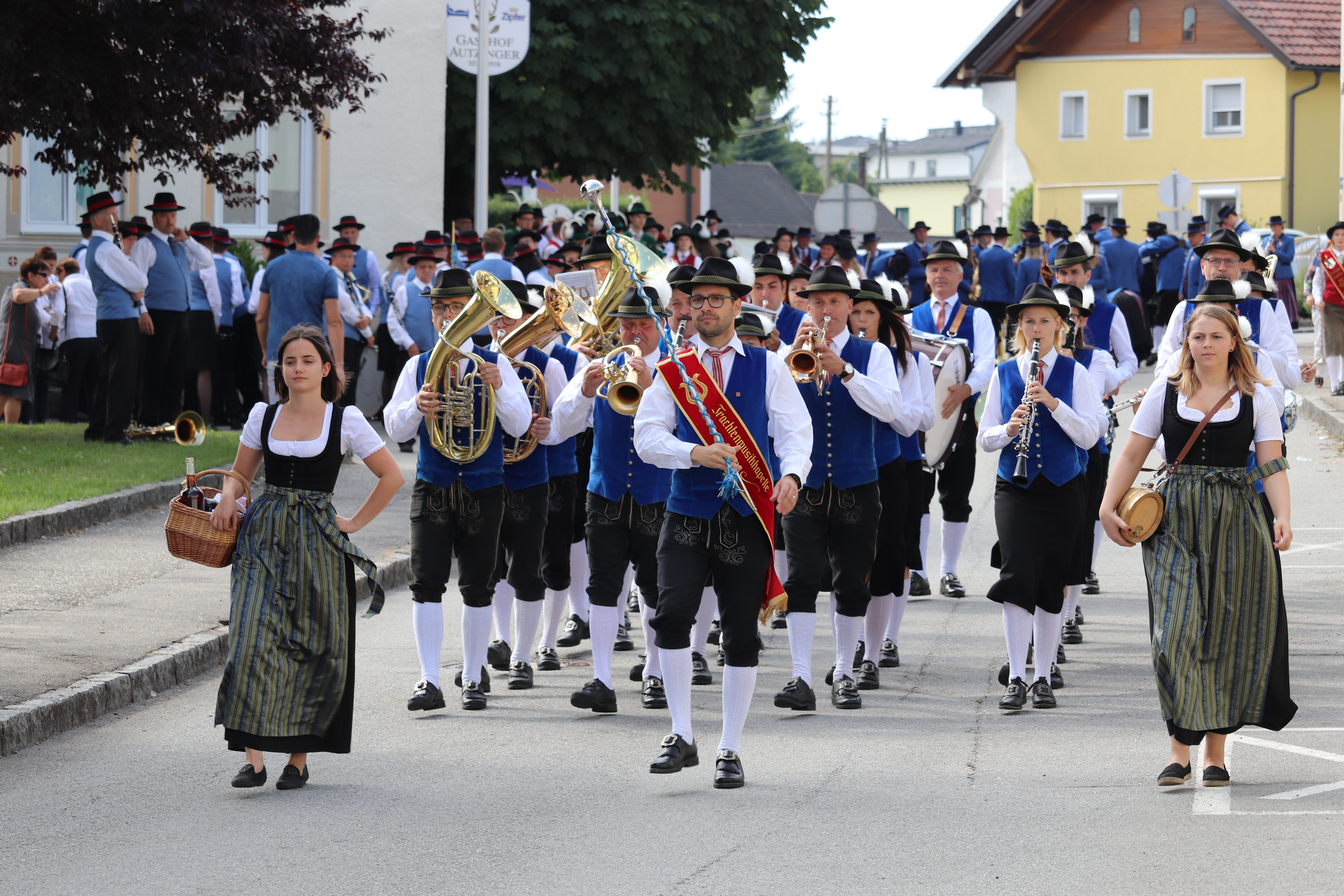
A wengi fúvószenekar

Weng im Innkreis Felső-Ausztria Innviertel régiójában fekszik az Lochbach folyó mentén, az Innvierteli-dombság nyugati részén, a német határ közelében. Területének 7,5%-a erdő, 82,7% áll mezőgazdasági művelés alatt. Az önkormányzat 16 településrészt és falut egyesít: Appersting (109 lakos 2018-ban), Bauerding (85), Bergham (78), Buch (41), Burgstall (49), Elling (44), Gunderding (31), Harterding (46), Hauserding (38), Hunding (64), Leithen (25), Mankham (41), Pirath (29), Riedlham (30), Weng im Innkreis (664) és Wernthal (20).
A környező önkormányzatok: keletre Altheim, délre Moosbach, délnyugatra Burgkirchen, északnyugatra Sankt Peter am Hart, északra Mining, északkeletre Mühlheim am Inn.

## Története
Weng alapításától kezdve egészen 1779-ig Bajorországhoz tartozott, amikor azonban a bajor örökösödési háborút lezáró tescheni béke következtében a teljes Innviertel Ausztriához került át. A napóleoni háborúk során 1809-ben a régiót a franciákkal szövetséges Bajorország visszakapta, majd Napóleon bukása után ismét Ausztriáé lett.
A köztársaság 1918-as megalakulásakor Wenget Felső-Ausztria tartományhoz sorolták. Miután Ausztria 1938-ban csatlakozott a Német Birodalomhoz, az Oberdonaui gau része lett. A második világháború után a község visszakerült Felső-Ausztriához.

## Lakosság
A Weng im Innkreis-i önkormányzat területén 2019 januárjában 1368 fő élt. A lakosságszám 1869 óta 1300-1500 között ingadozik. 2016-ban a helybeliek 93,9%-a volt osztrák állampolgár; a külföldiek közül 2,5% a régi (2004 előtti), 1% az új EU-tagállamokból érkezett. 1,5% a volt Jugoszlávia (Szlovénia és Horvátország nélkül) vagy Törökország, 1,1% egyéb országok polgára. 2001-ben a lakosok 94,2%-a római katolikusnak, 3,2% pedig felekezeten kívülinek vallotta magát. 
A lakosság számának változása:

| 2016 | 1 378 |
| 2018 | 1 394 |

## Látnivalók
- a Szt. Márton-plébániatemplom
- a helytörténeti múzeum

## Fordítás
- Ez a szócikk részben vagy egészben  a   Weng im Innkreis című német Wikipédia-szócikk ezen változatának fordításán alapul.  Az eredeti cikk szerkesztőit annak laptörténete sorolja fel. Ez a jelzés csupán a megfogalmazás eredetét és a szerzői jogokat jelzi, nem szolgál a cikkben szereplő információk forrásmegjelöléseként.